# Dieter Schnaas
Dieter Schnaas (* 1966 in Düsseldorf) ist ein deutscher Journalist und Buchautor.

## Leben
Schnaas machte sein Abitur am Städtischen Gymnasium in Leichlingen. Er studierte Geschichte, Germanistik und Philosophie an der Universität zu Köln. Nach dem Studium arbeitete er bis 1999 für die Rheinische Post als Redakteur. Schnaas ist seit 1999 bei der Wirtschaftswoche und seit 2004 dort Autor und Chefreporter. Dort schreibt er vor allem Essays zu den philosophischen Hintergründen von Wirtschaftsfragen.

## Kleine Kulturgeschichte des Geldes
Bei dem knapp 190 Seiten starken Buch handelt es sich um einen dreiteiligen Essay, der eine (Literatur-)Geschichte des Geldes  mit einer Deutung moderner Banken- und Staatsschuldenkrisen verbindet. Schnaas deutet diese Krisen als Geldglaubenskrisen (lat. credo – ich glaube). Sie seien kein Ausdruck von Marktversagen, kein Resultat der Gier und kein Argument gegen die Börsenspekulation, sondern das Ergebnis eines politisch induzierten Systemversagens. Die Wachstumsdelle in den Industrienationen und die Aufgabe des Goldstandards Anfang der 1970er Jahre hätten die Entstehung eines „finanzmarktliberalen (Sozial)staatskapitalismus“ begünstigt, dessen Gedeih und Verderb auf der infiniten Produktion von Schulden beruhe. Die allmähliche „Realisierung der Kreditillusionen“, auf die wir unsere Zukunft gebaut hätten, bringe uns der tatsächlichen Kaufkraft der Gegenwart wieder ein kleines Stückchen näher. 

### Kritik
- Die Frankfurter Allgemeine Zeitung lobt die „glänzenden Analysen literarischer Werke“ und stellt fest, dass Schnaas „packend, mit beeindruckender Gelehrtheit, Sprachgewalt und intellektueller Kombinationsfreude“ schreibt.[2]
- Die Neue Zürcher Zeitung findet es „beeindruckend, wie Schnaas seine beträchtliche Belesenheit im Kanon der europäischen Kulturgeschichte mit profundem Wissen zu ökonomischen (Zeit-)Fragen zu verbinden mag“.[3]
- Die Süddeutsche Zeitung meint, dass Schnaas’ Buch „sehr sorgfältig, mit vielen Quellen und prägnanten Zitaten“ verfasst wurde. Sie kritisiert allerdings, dass die Ursachenforschung zur Finanzkrise zu kurz komme.[4]
- Deutschlandradio Kultur kritisiert den Stil „barocker Fülle“, „Metaphernschwelgerei“ sowie den „überkomplexen Gelehrten-Jargon“.[5]

## Schriften
- Kleine Kulturgeschichte des Geldes, Wilhelm Fink Verlag, München 2010, ISBN 3770550331.